# Carta de Pskov

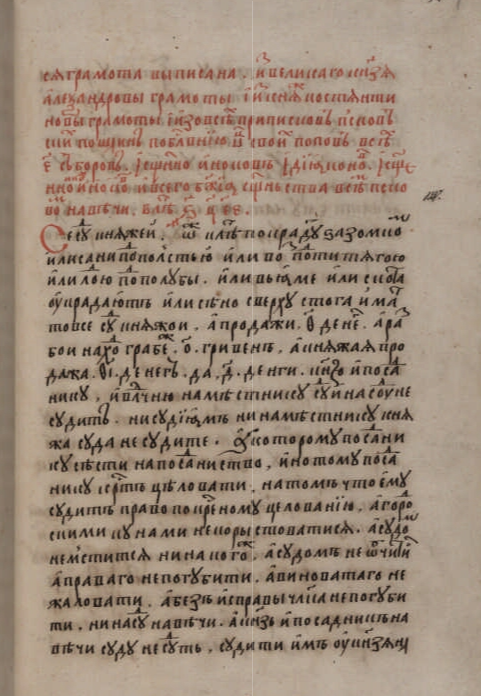
La primera página de la Carta de Pskov

La Carta de Pskov, Estatutos de Pskov, Fuero de Pskov o Código de Pskov  (en ruso: Псковская судная грамота (Pskóvskaya súdnaya grámota), donde грамота hace referencia a una carta o concesión legal) fue un código de la República de Pskov. Tuvo varias versiones entre 1397 y 1467 y se basaba en las resoluciones de la asamblea de Pskov o veche, los decretos principescos, la Justicia de la Rus (Rúskaya Pravda) y la tradición consuetudinaria de la zona. Junto con el Código legal de Nóvgorod, fue una fuente importante para el Sudébnik de 1497.
La Carta determinaba los poderes del príncipe (kniaz), el posádnik (gobernador de la ciudad nombrado por este príncipe o elegido por ciudadanos), los vicarios, autoridades eclesiásticas y otros funcionarios. También establecidos los procedimientos legales, determinaba los delitos, derechos de propiedad, las obligaciones y herencias.
La Carta de Pskov refleja los aspectos más importantes de la vida vida socioeconómica y política de la república en los siglos XIV-XV. Protegía la propiedad privada, especialmente la propiedad feudal de la tierra y regulaba los procedimientos para registrar dicha propiedad, resolver disputas además de aclarar el estatus de los izórniks (campesinos feudalmente dependientes). Muchos artículos de la Carta se dedicaban a cuestiones comerciales sobre compraventa, empeños,  préstamos, contratación de personal etc. El código también regulaba la pena de muerte en caso de un delito político o criminal.

## Historia
La Carta consta de dos partes:
- Un capítulo otorgado por Alejandro Mijáilovich, Gran Príncipe de Tver en 1326-1339.
- Un capítulo otorgado por Konstantín Dmítrievich, Príncipe reinante en República de Pskov en 1407—1414.

Ambas fueron aprobadas, junto con algunas modificaciones en el veche de 1467.